# Mount Roy (Antarktika)
Mount Roy ist ein 2850 m hoher Berg im ostantarktischen Viktorialand. Er ragt an der Südseite des Benighted Pass in der Barker Range der Victory Mountains auf.
Der United States Geological Survey kartierte ihn anhand eigener Vermessungen und Luftaufnahmen der United States Navy aus den Jahren von 1960 bis 1964. Das Advisory Committee on Antarctic Names benannte ihn 1969 nach Robert R. Roy, Koch auf der Hallett Station im Jahr 1957.